# Lonnie Plaxico
Lonnie Plaxico (Chicago, 1960. szeptember 4. –) amerikai dzsesszzenész, nagybőgős.

## Pályakép
Lonnie Plaxico Chicagóban született zenész családban. Tizenkét évesen kezdett el basszusgitározni, majd tizennégy évesen profi lett nagybőgőn és basszusgitáron egyaránt. Első felvételét a család zenekarában készítette.
Húszéves korában New Yorkba költözött, ahol Chet Bakerrel, Dexter Gordonnal, Sonny Stittel, Junior Cookkal és Hank Jonesszal játszott.
1978-ban elnyerte a Louis Armstrong-díjat.
Plaxico 1982-ben Wynton Marsalisszal lépett fel, Art Blakey Jazz Messengers-ével pedig tizenkét albumot rögzített.
Az 1980-as évek közepén Plaxico csatlakozott az M-Base kollektívához, és játszott velük Steve Coleman, Cassandra Wilson és Greg Osby fellépésein. Cassandra Wilson felvételein azóta is rendszeresen szerepel.
Három albumot adott ki Michael Cain zongoristával.
Számos más híres előadóval is fellépett és lemezfelvételeket készített (Dizzy Gillespie, David Murray, Alice Coltrane, Stanley Turrentine, Andrew Hill, Joe Sample, Abbey Lincoln, Bill Cosby, Lonnie Liston Smith, Ravi Coltrane, Scott Tixier, Barbara Dennerlein, Helen Sung, Nina Vidal).

## Albumok
- Plaxico (1989)
- Iridescence (1990)
- Short Takes (1992)
- With All Your Heart (1993)
- Emergence (2000)
- Mélange (2001)
- Live at the 5:01 Jazz Bar (2002)
- Rhythm and Soul (2003)
- Live at Jazz Standard (2004)
- So Alive (2006)
- West Side Stories (2006)
- Live at the Zinc Bar NYC (2007)
- Ancestral Devotion (2009)

### Art Blakey& The Jazz Messengers(wd)
- Aurex Jazz Festival (1983)
- New York Scene (1984)
- Blue Night (1985)
- Live at Sweet Basil (1985)
- Live at Kimball’s (1985)
- Live at Ronnie Scott’s (1985)
- Hard Champion (1985)
- Farewell (Paddle Wheel, 1985)
- New Year’s Eve at Sweet Basil (1985)
- Dr Jeckyle − Live at Sweet Basil Vol 2 (1985)

### Dizzy Gillespie
- New Faces (1985)

## Fordítás
Ez a szócikk részben vagy egészben  a   Lonnie Plaxico című angol Wikipédia-szócikk ezen változatának fordításán alapul.  Az eredeti cikk szerkesztőit annak laptörténete sorolja fel. Ez a jelzés csupán a megfogalmazás eredetét és a szerzői jogokat jelzi, nem szolgál a cikkben szereplő információk forrásmegjelöléseként.